# Macun (socken i Kina, Henan)
Macun (kinesiska: 马村, 马村乡) är en socken i Kina. Den ligger i provinsen Henan, i den centrala delen av landet, omkring 190 kilometer nordost om provinshuvudstaden Zhengzhou.
Genomsnittlig årsnederbörd är 623 millimeter. Den regnigaste månaden är juli, med i genomsnitt 194 mm nederbörd, och den torraste är januari, med 3 mm nederbörd.